# Shay Jordan

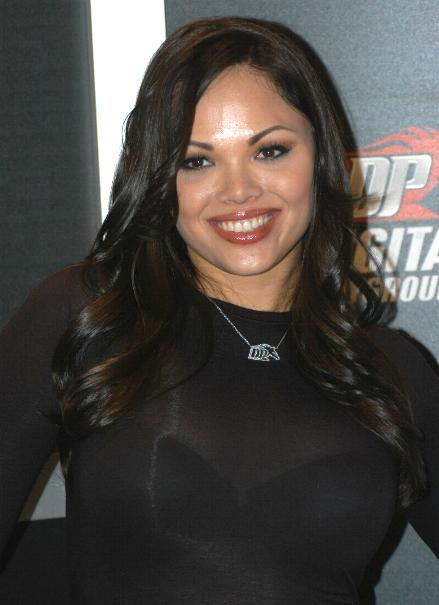
Shay Jordan auf der Adult Entertainment Expo 2007

Shay Jordan (* 17. November 1985 auf den Philippinen) ist eine US-amerikanische Pornodarstellerin.

## Leben
Jordan, die auf den Philippinen geboren wurde, lebte in ihrer Kindheit auf Hawaii. Sie hat außerdem deutsche und asiatische Wurzeln. Noch als Teenager zog sie mit ihren Eltern nach San Diego, Kalifornien. Sie besuchte dort die San Diego Culinary Art School, wo sie die französische und asiatische Küche erlernte.
Im Jahr 2006 drehte sie ihren ersten Pornofilm für die Firma Digital Playground. Jordan bezeichnet sich selbst als bisexuell.

## Filmografie (Auswahl)
- 2006: Sexual Freak 3: Shay Jordan
- 2007: Shay Jordan: All American Girl
- 2007: Shay Jordan: Scream
- 2007: Video Nasty 1: Jana Cova
- 2007: Virtual Sex with Shay Jordan
- 2008: Pirates II: Stagnetti’s Revenge
- 2008: Shay Jordan: Juice
- 2008: Shay Jordan: Lust
- 2008: Video Nasty 2: Shay Jordan
- 2009: Bad Girls 1
- 2009: Nurses
- 2009: Shay Jordan: Leather and Lace
- 2009: Shay Jordan: Slippage
- 2009: Shay Jordan: Nurses

## Auszeichnungen
- 2007: CAVR Award - Behind the Scenes[6]
- 2007: NightMoves Award – Best New Starlet[7]
- 2009: AVN Award – Best All-Girl Group Sex Scene – Cheerleaders[8]